# EMD E6
Die EMD E6 ist eine Baureihe von Diesellokomotiven mit elektrischer Leistungsübertragung für den schweren Schnellzugdienst, die von 1939 bis 1942 bei General Motors Electro-Motive Division in den Vereinigten Staaten für verschiedene Bahngesellschaften gebaut wurde.

## Entwicklung und Einsatz
Von 1937 bis 1963 baute Electro-Motive Corporation (EMC) und später General Motors Electro-Motive Division (EMD) in La Grange im US-Bundesstaat Illinois eine große als E-Serie bezeichnete Reihe sechsachsiger dieselelektrischer Stromlinienlokomotiven mit der Achsfolge (A1A)(A1A). Diese wurden als A-Variante mit Führerstand als eigenständiges Triebfahrzeug und als ferngesteuerte B-Variante ohne Führerstand zur Unterstützung von A-Lokomotiven hergestellt.
Von der Reihe EMD E6 entstanden von November 1939 bis September 1942 insgesamt 92 Maschinen in Normalausführung und von April 1940 bis Februar 1942 weitere 26 führerstandslose B-Einheiten für eine Vielzahl US-amerikanischer Bahngesellschaften. Die E6 wies eine große konstruktive Ähnlichkeit zu den Reihen E3, E4 und E5 auf. Die größten Abnehmer waren die Atlantic Coast Line Railroad mit 27, die Louisville and Nashville Railroad mit 16, die Baltimore and Ohio Railroad mit 15 und die Union Pacific Railroad mit 12 Lokomotiven. Die verbleibenden Fahrzeuge wurden an zwölf weitere Betreiber geliefert.
Die als 7100 bezeichnete EMC AA6 der Missouri Pacific Railroad war eine einmotorige Variante der EMD E6, bei der einer der beiden Motoren durch ein Gepäckabteil ersetzt wurde. Die Lokomotive beförderte die leichten „Delta Eagle“-Schnellzüge zwischen Memphis und Tallulah, weshalb die geringe Leistung von 750 kW ausreichte.
Drei E6A-Lokomotiven, davon zwei originale, sind bis heute in Museen erhalten. Die Lokomotive 501 der Atlantic Coast Line Railroad wurde ursprünglich als E3A gebaut, kam aber nach kurzer Zeit wieder zu EMD, wo sie zur E6A umgebaut wurde. Heute steht sie im North Carolina Transportation Museum in Spencer. Die Maschine mit der Nummer 630 der Chicago, Rock Island and Pacific Railroad steht nach ihrer Aufarbeitung in einem guten Zustand im Manly Junction Railroad Museum. In einem weniger guten Zustand befindet sich die Lok 770 der Louisville and Nashville Railroad, in Dienst gestellt mit der Nummer 450B, die im Kentucky Railway Museum in New Haven abgestellt ist.

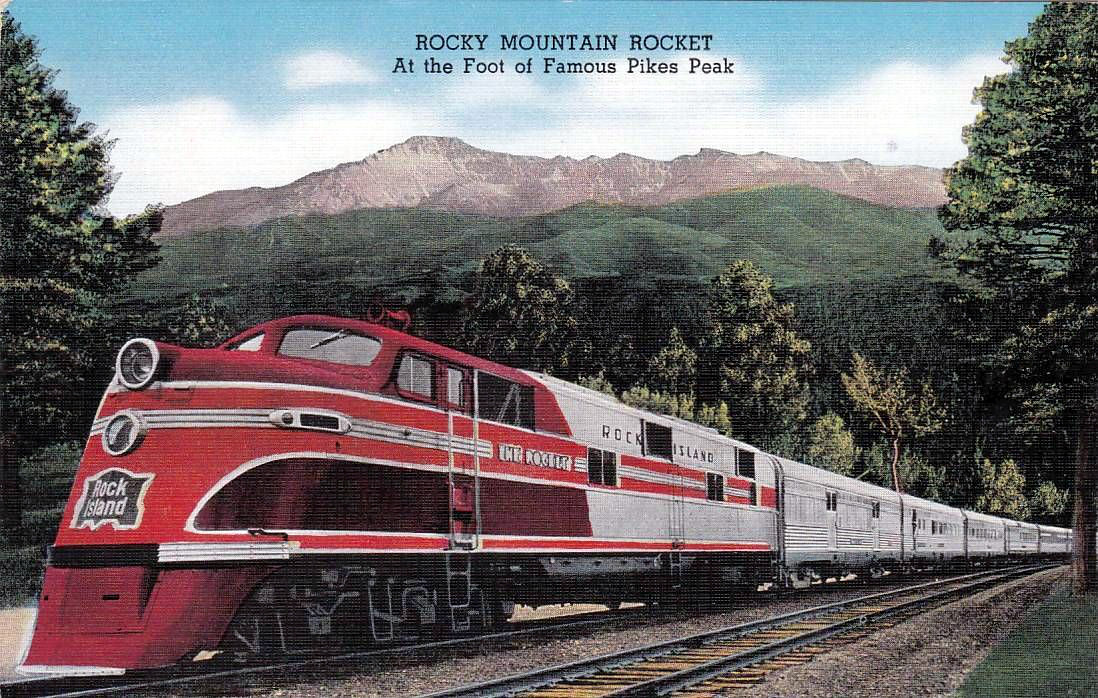
E6A von Rock Island mit „Rocky Mountain Rocket“-Zug (1942)
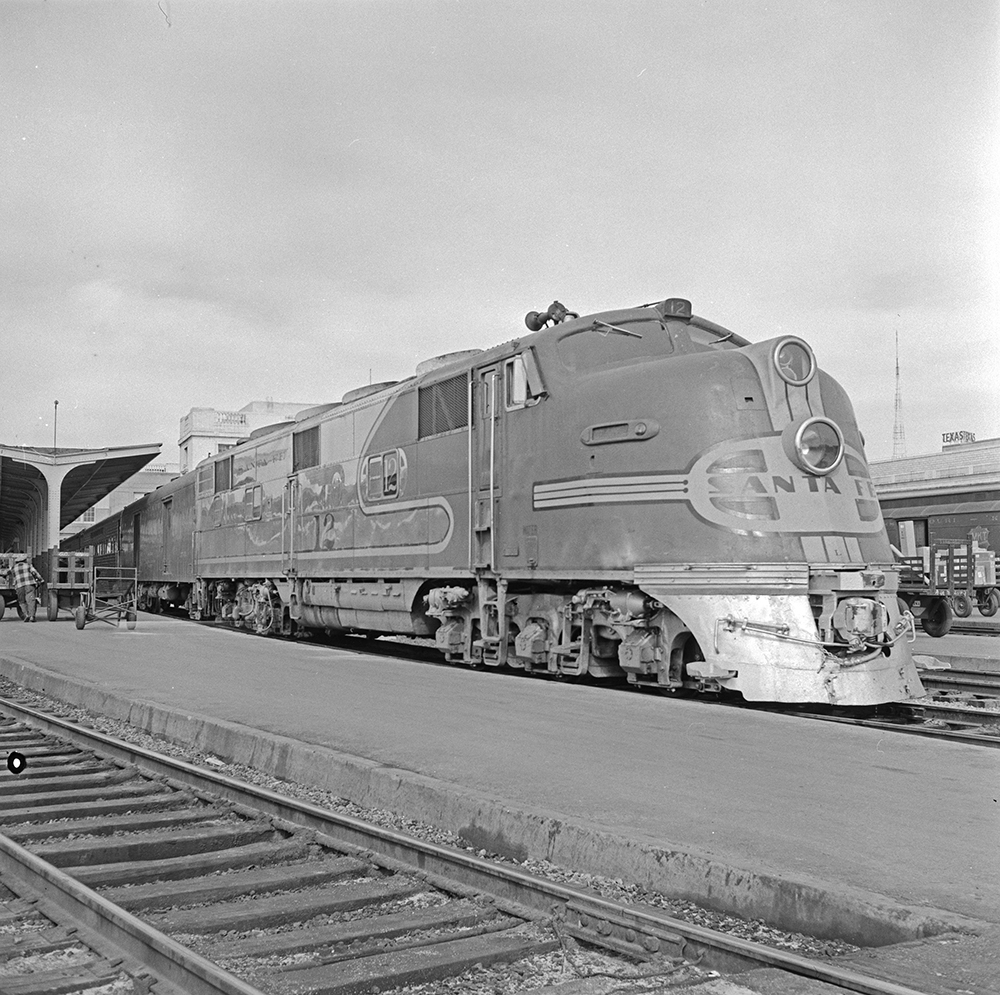
Lokomotive 12 von Santa Fe in Dallas (Januar 1958)
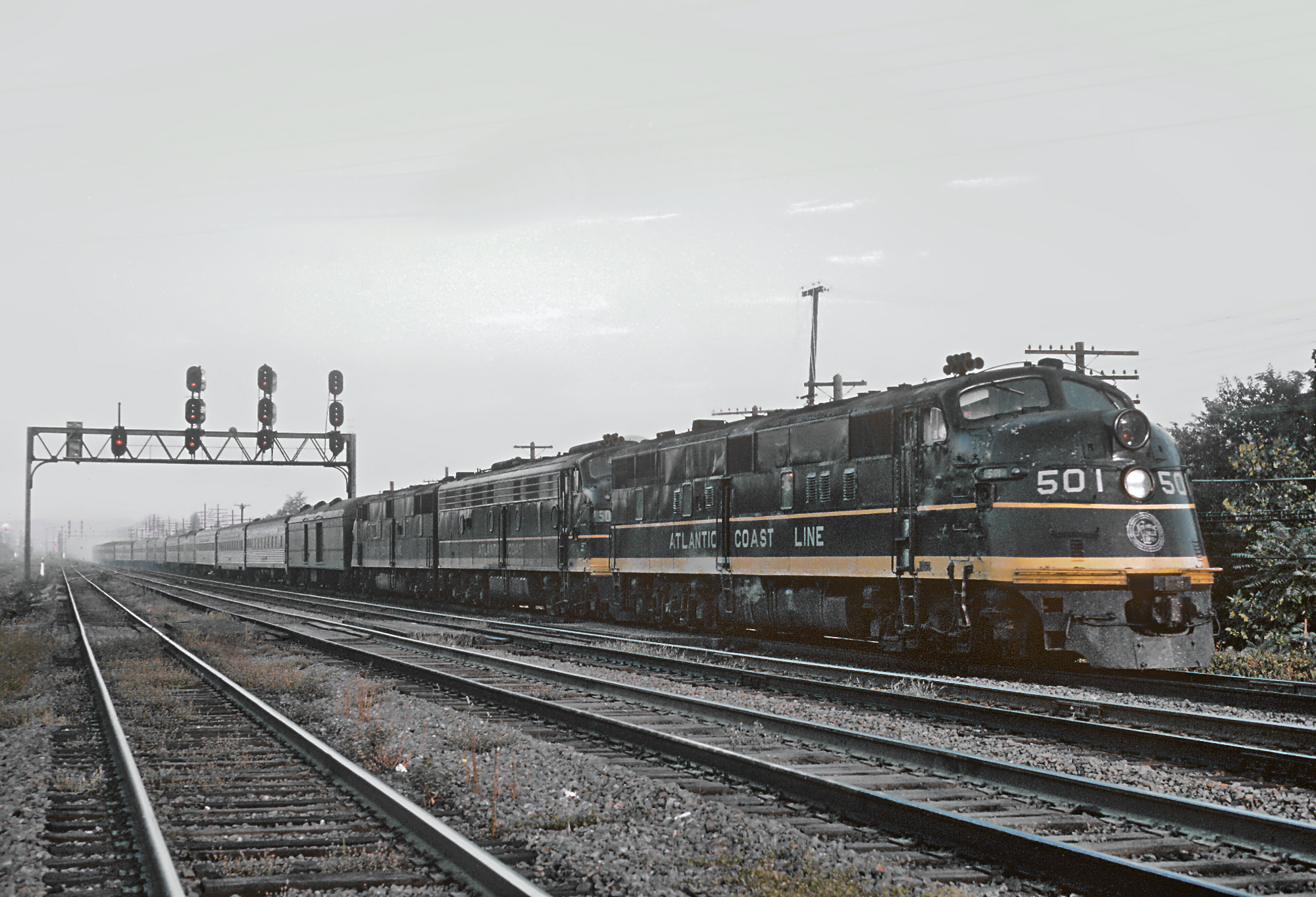
Aus E3 in E6 umgebaute Lok 501 der Atlantic Coast Line Railroad in Alexandria (August 1964)
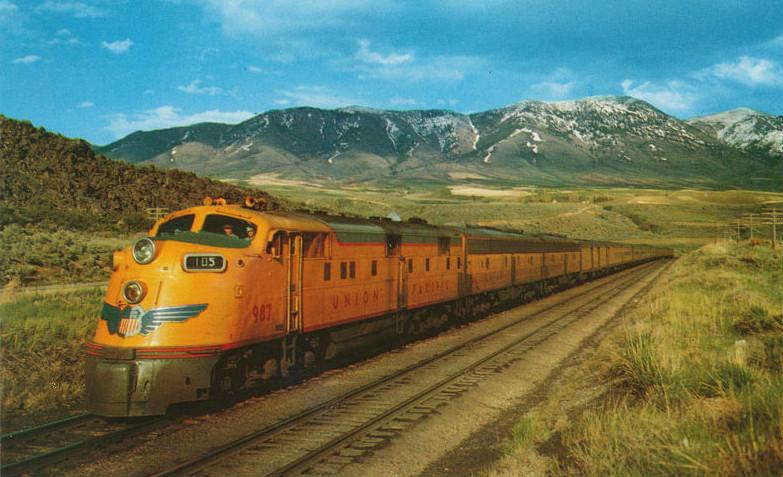
E6A, dahinter zwei E6B von Union Pacific (um 1965)

## Technische Beschreibung
Der geschweißte Stahlrahmen liegt über Elliptikfedern auf zwei dreiachsigen Drehgestellen auf, die die Antriebs- und Bremskräfte über Drehzapfen auf den Grundrahmen übertragen. Die Dienstmasse von 143 Tonnen beziehungsweise 132 Tonnen bei der führerstandslosen B-Variante wird auf die sechs Radsätze aufgeteilt, sodass die Achslast 24 beziehungsweise 22 Tonnen beträgt. Nur vier der sechs Radsätze der Lokomotive werden angetrieben, der jeweils mittlere im Drehgestell ist als Laufradsatz ausgeführt. Der Lokomotivkasten hat glatte Blechwände, einen Vorbau in Form einer großen abgerundeten Frontnase sowie eine senkrechte Rückwand. Wie die Reihen E3, E4 und E5, hat auch die E6 eine schräg ansteigende Frontnase, was zum Spitznamen „Slant nose“ (deutsch „Schrägnase“) führte. Die Seitenumläufe liegen innerhalb des Maschinenraums. In der Frontnase befindet sich ein Teil der Bremsausrüstung. Hinter der Frontnase ist der Führerstand angeordnet, an dessen Rückwand der Hauptschaltschrank eingebaut ist. Bei der E6B entfallen Frontnase und Führerstand, stattdessen ist an beiden Stirnseiten eine senkrechte Wand mit einer Übergangstür vorhanden.
Um die benötigte Leistung zu erreichen, besitzt die EMD E6 zwei baugleiche Antriebseinheiten mit jeweils einem Dieselmotor und einem Hauptgenerator. Dabei befinden sich die beiden Motoren hintereinander, während die Generatoren an den Enden des Maschinenraums angeordnet sind. Die Motoren des Typs EMD 12-567 sind wassergekühlte Zwölfzylinder-V-Motoren mit Roots-Lader, arbeiten nach dem Zweitaktprinzip und erreichen bei einer Drehzahl von 800 Umdrehungen pro Minute eine Leistung von 750 kW (1010 PS). Die Zylinder haben einen Innendurchmesser von 216 mm und einen Kolbenhub von 254 mm. Daraus ergibt sich ein Hubraum von 9,3 Litern pro Zylinder und 111,6 Litern des gesamten Motors. Die vom Dieselmotor angetriebenen Gleichstromgeneratoren des Typs GM D4 versorgen jeweils zwei elektrische Gleichstromfahrmotoren des Typs GM D7. Zwei Hilfsgeneratoren versorgen das Bordnetz für die fahrzeugeigenen Verbraucher wie Pumpen, Lüfter und Lampen. Neben dem Motorzubehör und der Druckluftversorgung befinden sich bei der EMD E6A zwischen den beiden Dieselaggregaten auch die Heizwiderstände der Widerstandsbremse. Die Lokomotive besitzt aus Platzgründen keine gesonderte Kühlanlage, sondern mehrere Lüfter im Maschinenraumdach. Hinter der Antriebstechnik, am hinteren Ende des Maschinenraums, ist der Dampfheizkessel mit einer verfügbaren Dampfmenge von 540 Kilogramm pro Stunde untergebracht. Unter dem Lokkasten zwischen den Drehgestellen sind der Dieselkraftstofftank mit einem Fassungsvermögen von 4540 Litern, die Batteriekästen und der Vorratsbehälter für die Dampfheizanlage montiert.
Das Fahrzeug kann mit einer direkt wirkenden Druckluftbremse, der indirekt wirkenden Druckluftbremse und einer Handbremse gebremst werden. Die A-Einheiten verfügen zudem über eine elektrodynamische Widerstandsbremse, mit der Schnellzüge aus hohen Geschwindigkeiten verschleißfrei abgebremst werden können. Alle notwendigen Funktionen der Lokomotive können über die elektropneumatische Mehrfachtraktionssteuerung ferngesteuert werden, was besonders für den Einsatz der führerstandslosen B-Einheiten zur Unterstützung der Maschinen mit Führerstand nötig ist. Die Lokomotiven haben eine Anfahrzugkraft von 260 kN und erreichen eine Höchstgeschwindigkeit von 185 km/h (115 mph).